# لیپی و هاردی هارهار
لیپی و هاردی هارهار (انگلیسی: Lippy the Lion & Hardy Har Har) یکی از بخش‌هایِ سه‌گانهٔ «مجموعه کارتون‌های جدید هانا-باربارا» بود که در سال ۱۹۶۲ میلادی توسط کمپانیِ هانا-باربرا تولید و پخش شد.
شخصیت‌های اصلی این کارتون مشتمل بر یک شیرِ انسان‌نما به نام «لیپی» (با صدای داز باتلر) که کلاهِ پاره‌پوره به سر می‌گذاشت و جلیقه‌ای به تن می‌کرد و یک کفتار به نام «هاردی هارهار» (با صدای مل بلانک) با کلاهِ کوتاه و پاپیون است. نام‌گذاری این کفتار هم هوشمندانه بوده است: «هاردی» (Hardy) یک بدبینِ ازلی است و «هار هار» صدای خندهٔ کفتار است. (نام‌آوا را ببینید). این‌دو شخصیت در ضمن، در کارتون یوگی و دوستان هم حضور داشتند.
این مجموعه کارتونی، در دههٔ ۵۰ خورشیدی، با همین عنوان و دوبلهٔ فارسی، از تلویزیون ملی ایران پخش شد.